# Panjshir (provins)

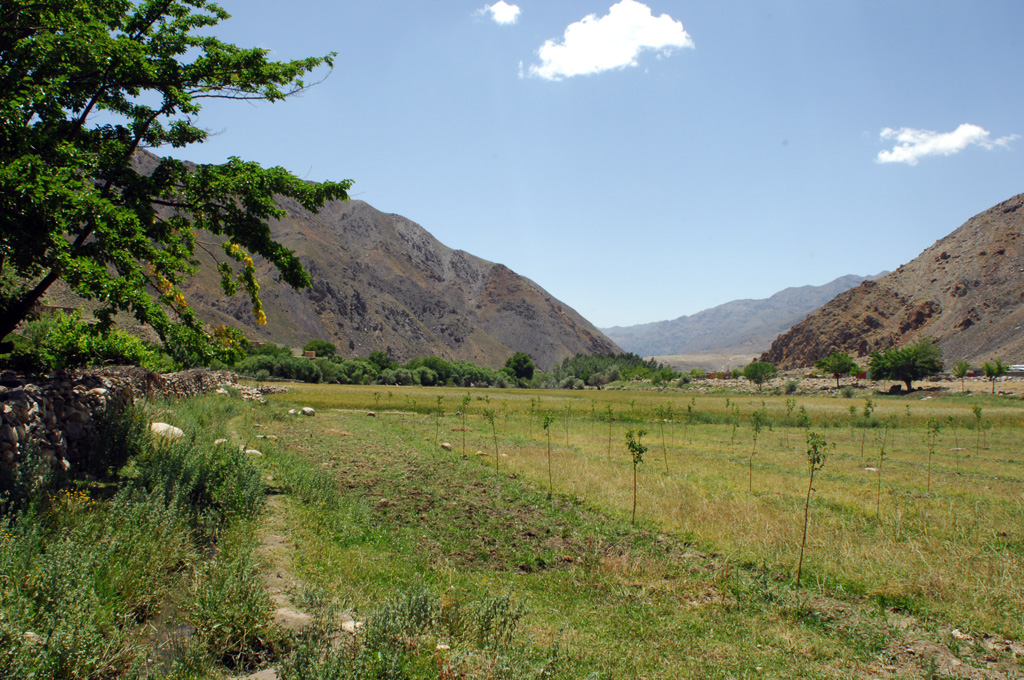
Vy över Panjshirdalen 2009.

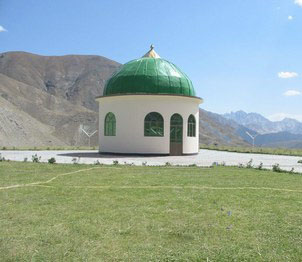
Ahmad Shah Massouds grav i Panjshirdalen.

Panjshir (persiska: پنجشیر), äldre namn Panjhir (‌پنجهیر), är en av Afghanistans 34 provinser (wilayat). Den blev en egen provins år 2004. Provinshuvudstad är Bazarak och de flesta invånare är tadzjiker. Panjshir beräknades 2022 ha omkring 176 000 invånare.
Det nutida namnet "Panjshir" kan utläsas som "fem lejon" (پنج شیر, panj shir). Det är dock oklart vad namnets egentliga ursprung är.
Området innefattar framför allt Panjshirdalen, som var säte för viktiga och kraftfulla motståndsgrupper under kriget mot Sovjetunionen 1979–1989, och därefter mot talibanerna. Den mest kände av motståndsledarna var Ahmad Shah Massoud.
När talibaner tog kontroll över Afghanistan i sin militära offensiv 2021, var Panjshir det område som höll emot längst, innan det slutligen togs över i september.

## Administrativ indelning
Provinsen är indelad i åtta distrikt.
- Abshar
- Anaba
- Bazarak
- Dara
- Khinj
- Paryan
- Rukha
- Shutul

## Galleri

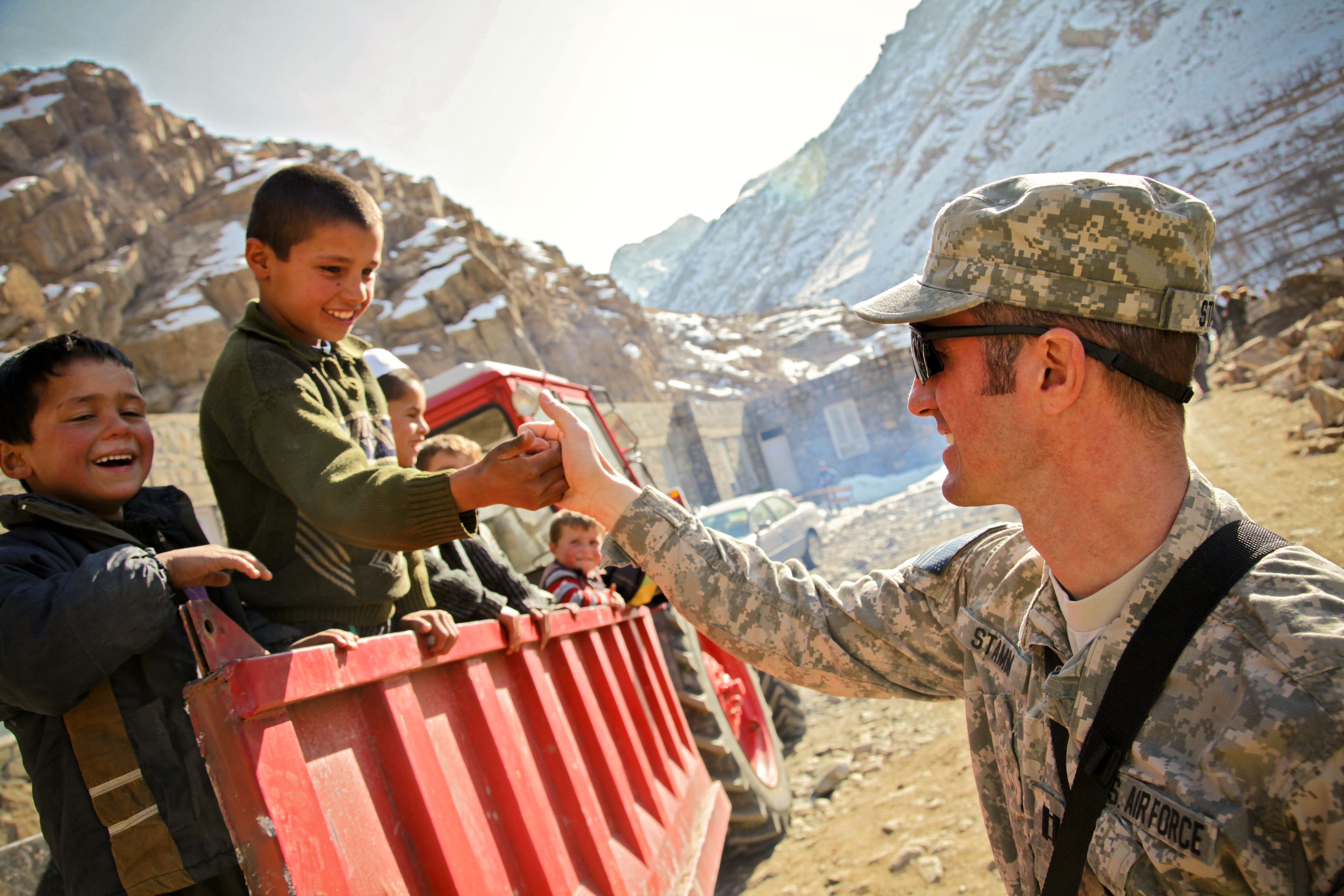
U.S. Air Force kapten John Stamm skojar med barn i Dara distriktet 3 januari 2010.
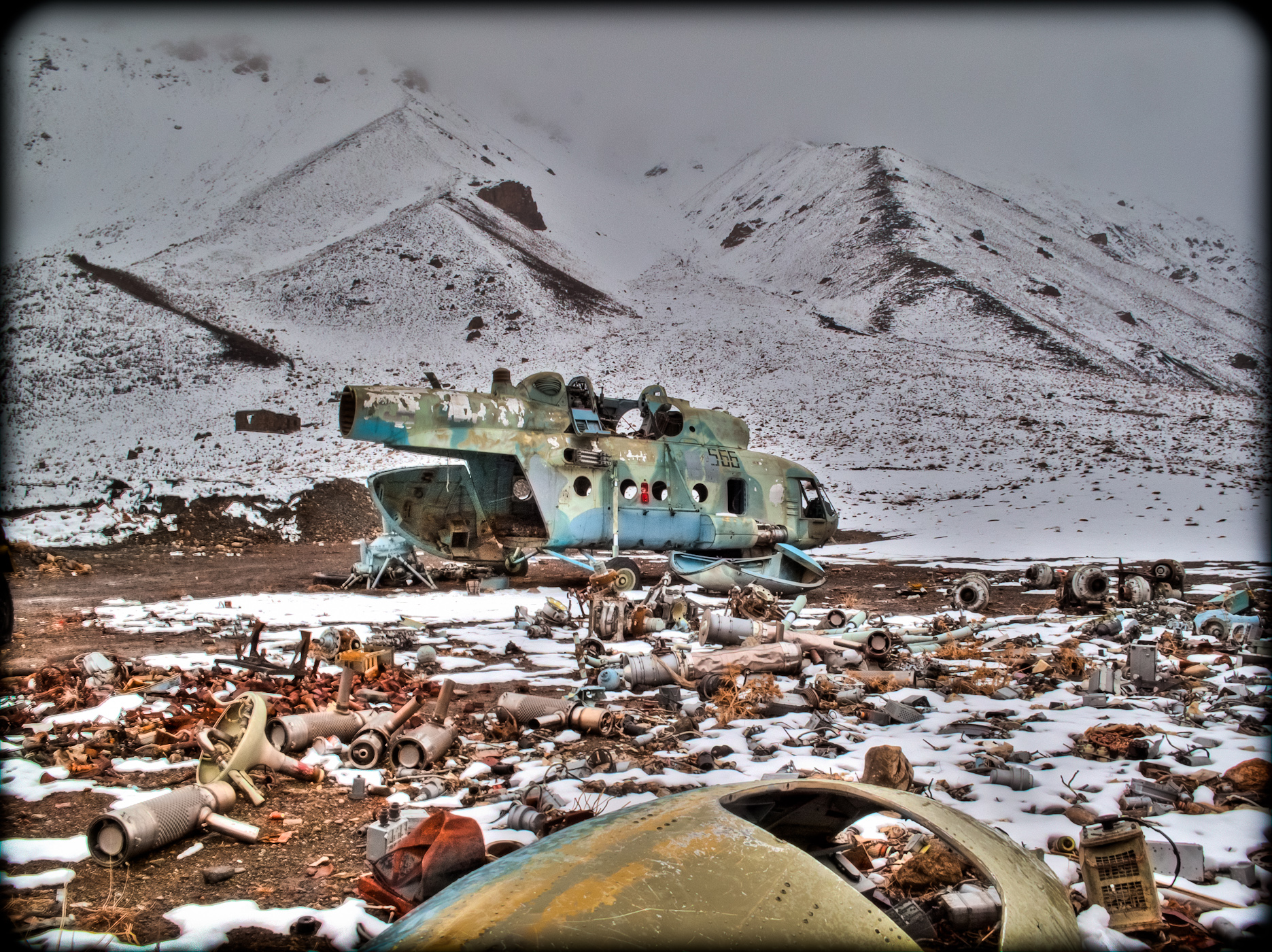
En Sovietisk helikopter i Panjshir 2011.
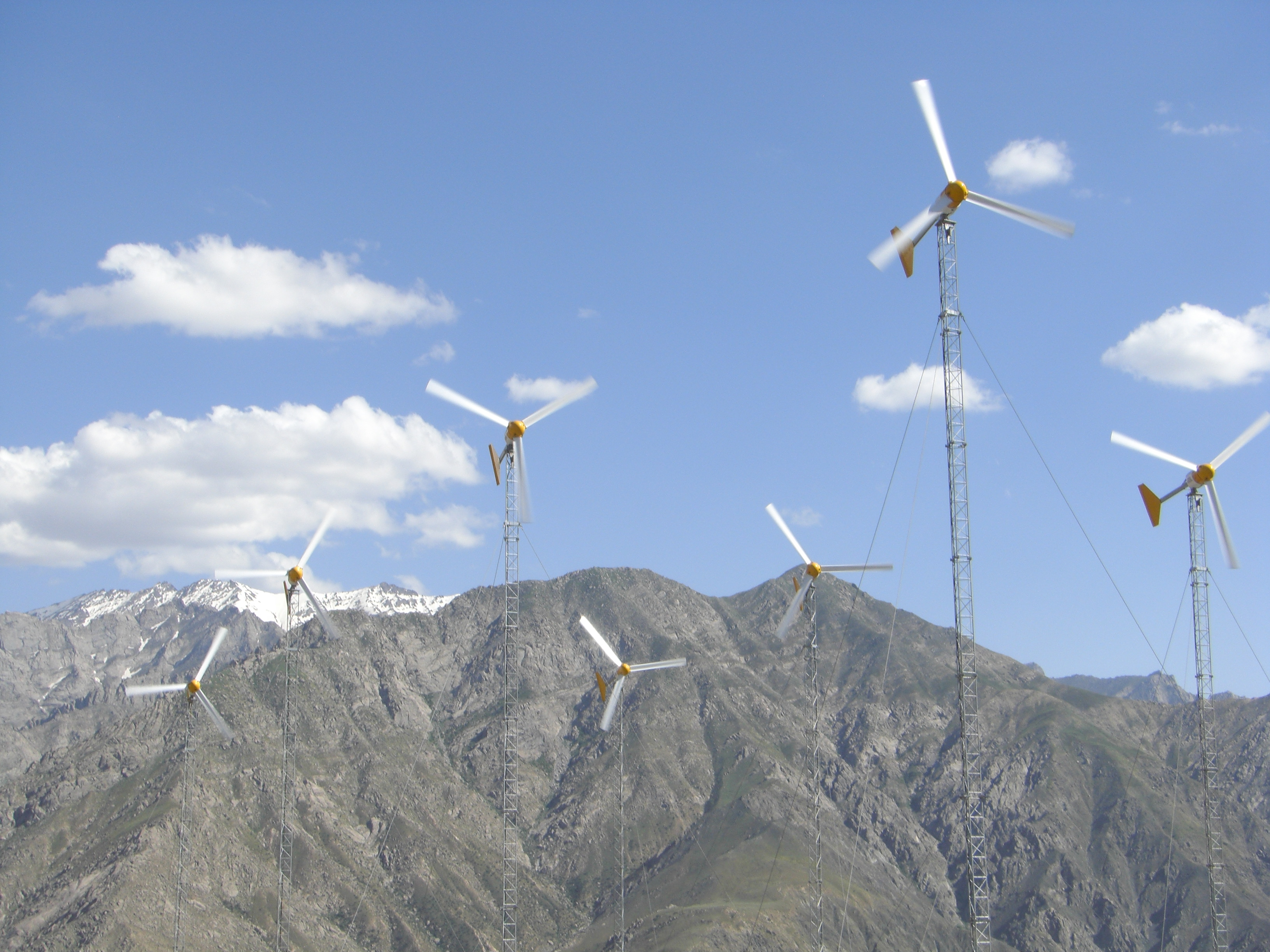
Afghanistans första vidkraftspark i Panjshir 2009.
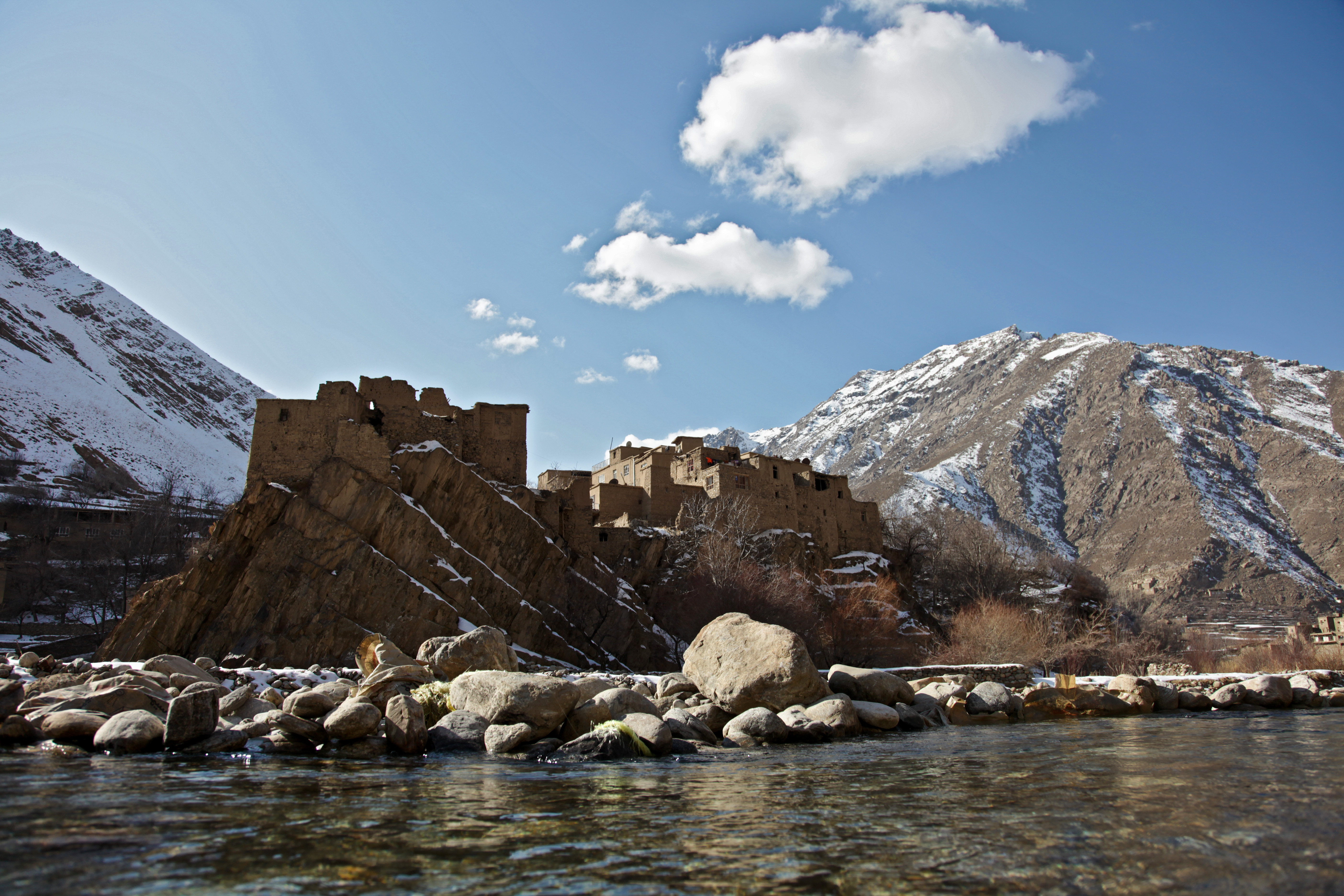
Byggnader i Panjshir.
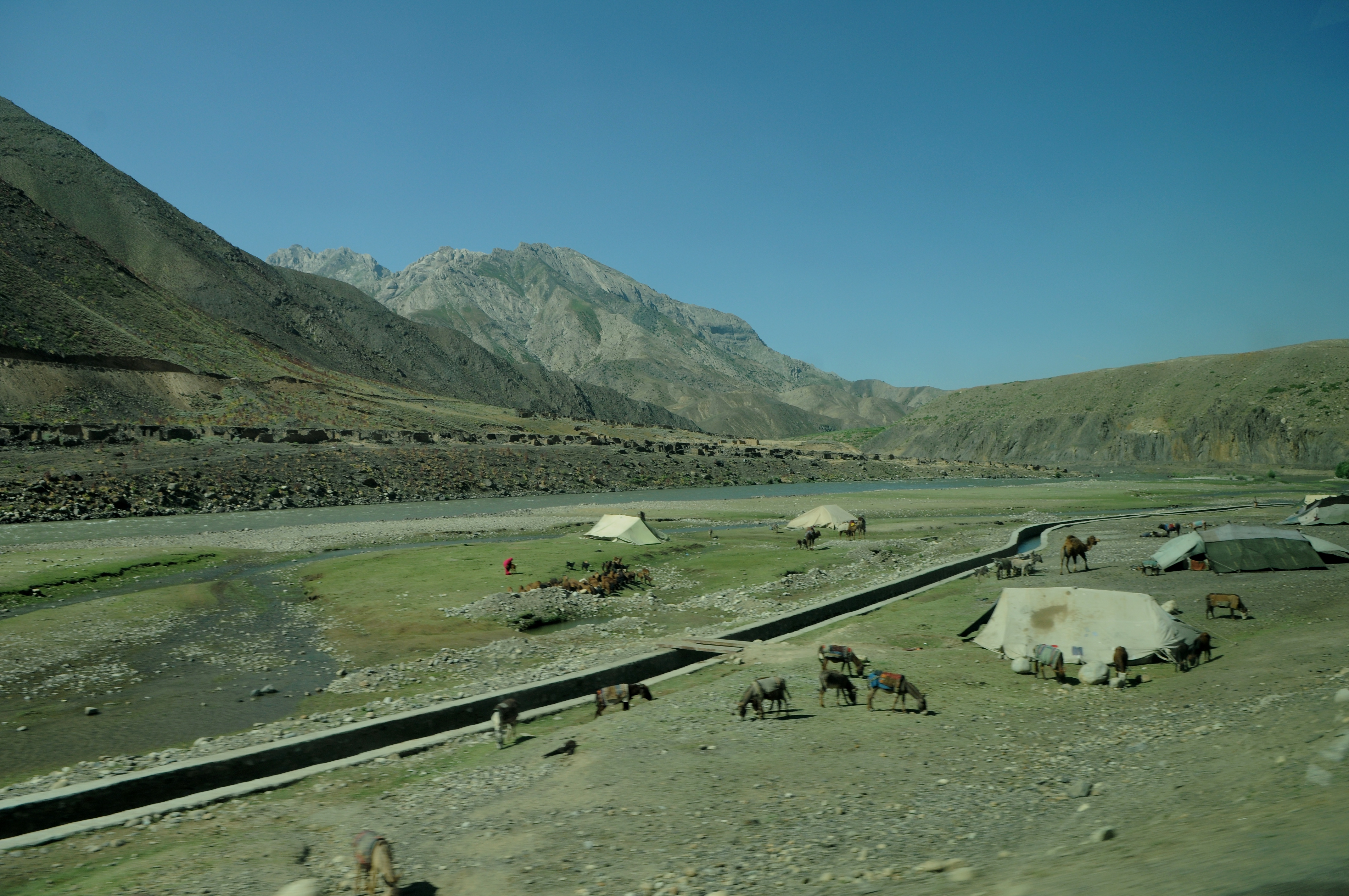
Kuchi nomader i Panjshir.
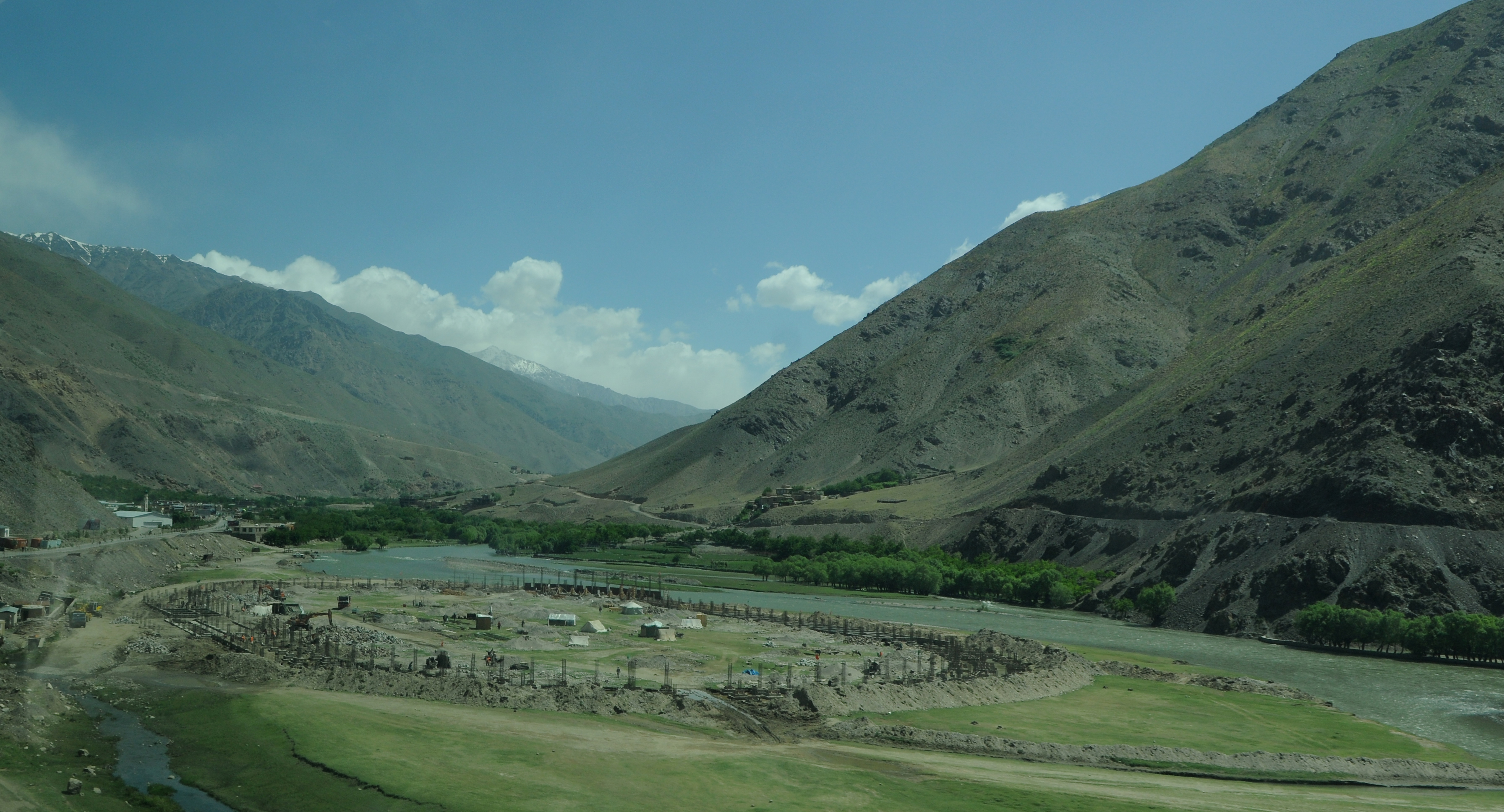
Panjshirs första stadium byggs 2011.

## Kända personer
- Abdullah Abdullah  politiker.
- Ahmad Shah Massoud politiker.
- Amrullah Saleh  tidigare vice president i Afghanistan.